# Ilona van Oostenrijk
Helene (Ilona) van Oostenrijk (Boedapest, 20 april 1927 - Freiburg im Breisgau 12 januari 2011) was een aartshertogin uit het huis Habsburg-Lotharingen.
Zij was het tweede kind van aartshertog Jozef Frans van Oostenrijk en Anna Pia Monica van Saksen, de jongste dochter van de laatste Saksische koning Frederik August III. Haar vader werd aan het einde van de Eerste Wereldoorlog korte tijd beschouwd als mogelijk nieuwe koning van Hongarije.
Zelf trad ze op 20 april 1946 in het huwelijk met George Alexander van Mecklenburg von Carlow, telg uit de tak Zu Mecklenburg von Carlow, die in 1963 hoofd van het Huis Mecklenburg-Strelitz zou worden (overleden in 1996). Uit dit huwelijk werden de volgende kinderen geboren:
- Elisabeth (1947)
- Marie (1949)
- Caroline (1952)
- George (1956)

Het paar scheidde in 1974, waarna aartshertogin Ilona zich vestigde in München. In de ochtend van 12 januari 2011 overleed ze in haar verblijf in Freiburg (Duitsland).